# Niederfeulen
Niederfeulen (en luxemburguès: Nidderfeelen; en alemany: Niederfeulen) és una vila i centre administratiu de la comuna de Feulen situada al districte de Diekirch del cantó de Diekirch. Està a uns 26 km de distància de la ciutat de Luxemburg.